# Impetuoso (D 558)
«Імпетуозо» (італ. Impetuoso (D 558)) — ескадрений міноносець ВМС Італії типу «Індоміто». 

## Історія створення
Ескадрений міноносець «Імпетуозо» був закладений на верфі «Cantiere navale di Riva Trigoso» 7 травня 1952 року. Спущений на воду 16 вересня 1956 року, вступив у стрій 25 січня 1958 року.

## Історія служби
Корабель ніс службу до 1983 року, після чого був зданий на злам.